# فایرفلای (دی‌سی کامیکس)
فایرفلای (به انگلیسی: Firefly) یا کرم شب‌تاب عنوان سه شخصیت خیالی ابرشرور در کتاب‌های کامیک آمریکایی منتشر شده توسط دی‌سی کامیکس است، که همه آن‌ها به عنوان دشمن شخصیت ابرقهرمان مرد خفاشی به‌شمار می‌روند. نخستین کرم شب‌تاب، تحت عنوان گارفیلد لینز توسط فرانس هرون و دیک اسپرانگ خلق شده‌است؛ که برای اولین بار در شمارهٔ ۱۸۴ از مجموعه کمیک‌های کارآگاهی (ژوئن ۱۹۵۲) حضور پیدا کرد. دومین تجسم، تد کارسون به‌شمار می‌رفت، و توسط بیل فینگر و شلدون مولداف خلق شد و در شمارهٔ ۱۲۶ از بتمن (۱۹۵۹) معرفی گردید.